# Ekhart Peters Seevers
Ekhart Peters Seevers (* 1943) ist ein costa-ricanischer Unternehmer und Diplomat.

## Leben
Von 1982 bis 1984 war er Staatssekretär im Außenministerium.
Von 1984 bis 1986 war er Botschafter in Paris und war ab 1985 auch in Berlin akkreditiert.
Von 1994 bis 1998 war er Botschafter in Berlin.
Von 2002 bis 2006 war er Botschafter in Santo Domingo.
Von 2006 bis 2010 war er Botschafter in Panama-Stadt.
Seit 10. Januar 2011 ist er Botschafter in Madrid und ist mit Amtssitz Madrid auch in Ankara akkreditiert.